# Aeropuerto de Vinh
El Aeropuerto Vinh  (IATA: VII, OACI: VVVH) está localizado en Vinh, Vietnam. 

## Aerolíneas y destinos
- Vietnam Airlines (Ciudad Ho Chi Minh, Hanoi, Da Nang, Buon Ma Thuot)
- Air Mekong (Buon Ma Thuot, Pleiku)